# آرتورو فالکونی
آرتورو فالکونی (ایتالیایی: Arturo Falconi؛ ۲۸ دسامبر ۱۸۶۷ – ۱۰ نوامبر ۱۹۳۴) بازیگر اهل پادشاهی ایتالیا بود.
از فیلم‌هایی که وی در آنها نقش داشته‌است، می‌توان به کلاه سه‌گوش اشاره کرد.